# NGC 2398-1
NGC 2398-1 est une galaxie spirale relativement éloignée et située dans la constellation des Gémeaux. C'est la galaxie PGC 21165 de la paire de galaxies de NGC 2398 découverte par l'astronome français Édouard Stephan en 1885.

## Caractéristiques
Sa vitesse par rapport au fond diffus cosmologique est de 9 126 ± 15 km/s, ce qui correspond à une distance de Hubble de 134,6 ± 9,4 Mpc (∼439 millions d'al).
En raison d'une brillance de surface égale à 11,60  mag/am2, on peut qualifier NGC 2398-1 de galaxie présentant une brillance de surface élevée.